# Canchal

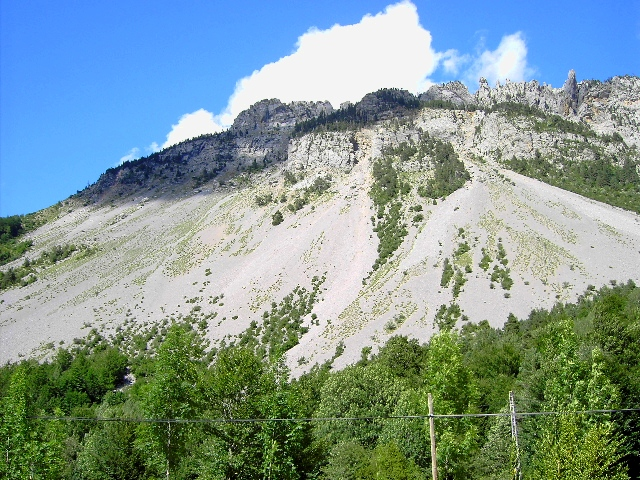
Tarteras en el valle de Pineta (Pirineos).

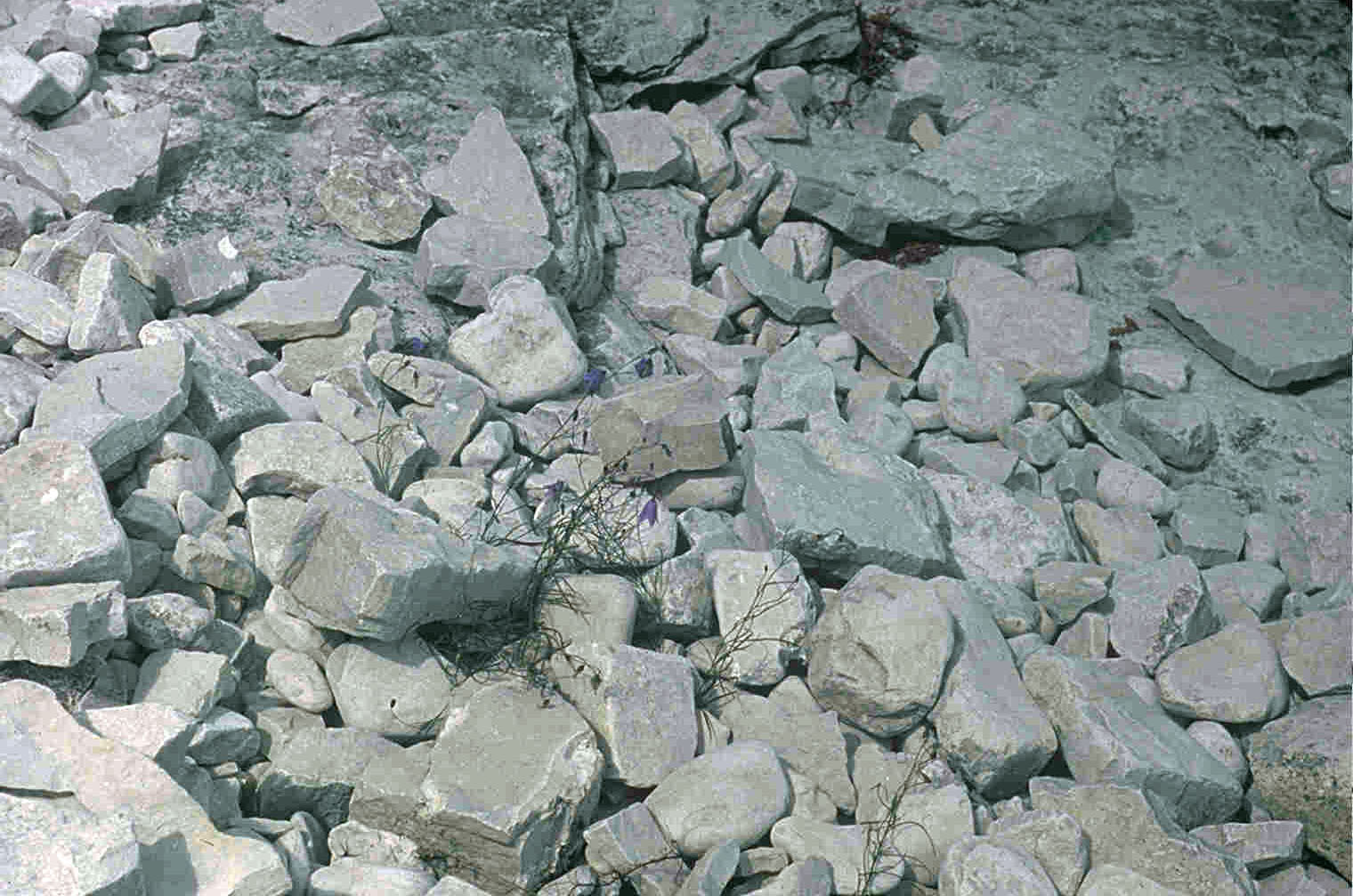
Canchal en una playa de la isla Flowerpot, Ontario, Canadá.

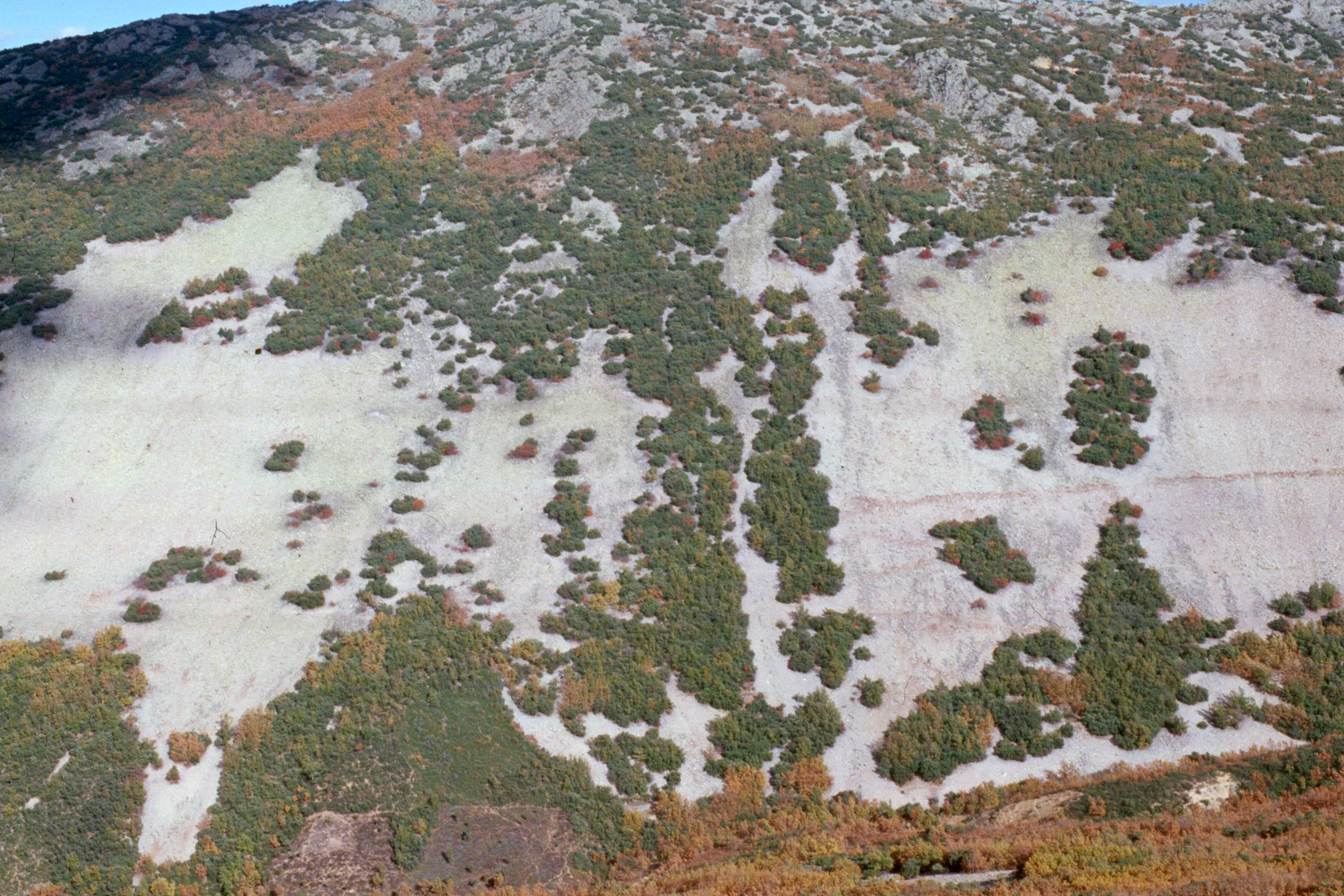
Canchal en los montes de Toledo en proceso de estabilización. Se pueden observar los sectores no activos, donde ha crecido la vegetación, frente a aquellos donde aún persisten flujos o coladas de depósitos.

Se denomina canchal a la acumulación de derrubios o depósitos de rocas en la base de las laderas de las formaciones montañosas.[cita requerida] Los canchales se originan en los procesos de meteorización que sufren las cornisas de las vertientes montañosas en las que se encuentran, siendo característicos de paisajes de montaña. En los Pirineos se conocen como tarteras.
El factor que lo propicia es la meteorización o fragmentación de la roca por causas mecánicas, usualmente la gelifracción (la congelación del agua por los contrastes térmicos entre el día y la noche en las grietas de la roca, que hacen que ésta se fracture en trozos debido al aumento de volumen del hielo).

## Vegetación
Debido a las difíciles condiciones de los canchales (zonas pedregosas generalmente móviles, escasez de suelo, elevada altitud, extremos térmicos), la vegetación, si existe, suele ser muy especializada. Suele consistir en plantas de raíces largas, yemas a ras de suelo y hojas crasas. Con relación a la polinización, se da una variedad de opciones como la entomogamia, con flores y órganos muy desarrollados y de colores llamativos para atraer a los insectos.